# Mănăstirea Hotărani
Mănăstirea Hotărani este o mănăstire ortodoxă din România situată în satul Hotărani, județul Olt.